# Kamionka-Kolonia
Kamionka-Kolonia – wieś w Polsce położona w województwie podkarpackim, w powiecie niżańskim, w gminie Krzeszów.
W latach 1975–1998 miejscowość należała administracyjnie do województwa tarnobrzeskiego.
Miejscowość posiada pięć nazwanych ulic:
- Brzozowa
- Niwa
- Sosnowa
- Grabowa[6]
- Lipowa[7]

Wierni Kościoła rzymskokatolickiego należą do parafii Narodzenia Najświętszej Maryi Panny w Krzeszowie.